# Curtis Tilt
Curtis Anthony Tilt (4 de agosto de 1991) es un futbolista que juega como defensa en el Salford City de la EFL League Two. Nacido en Inglaterra, representó a Jamaica a nivel internacional.

## Trayectoria
Nacido en Walsall, Tilt trabajaba en una cantera y había dejado de jugar al fútbol en gran medida cuando Gornal Athletic lo vio jugando en un torneo organizado por Sporting Khalsa . Tras una temporada con Gornal, se marchó para unirse a Tipton Town en el verano de 2013, pero luego se mudó nuevamente a Halesowen Town en septiembre del mismo año. Después de dos temporadas con Halesowen, Tilt se mudó a Hednesford Town en 2015, antes de fichar por Wrexham en junio de 2016, y mudarse cedido a Forest Green Rovers en marzo de 2017. Fichó por Blackpool en junio de 2017.
Tilt fichó por el Rotherham United el 31 de enero de 2020 por una tarifa no revelada.
En octubre de 2020, Tilt se marchó cedido al Wigan Athletic . El 30 de enero de 2021, se reincorporó al Wigan Athletic cedido por el resto de la temporada 2020-21. Marcó su primer gol con el Wigan en la derrota por 3-2 ante la AFC Wimbledon el 6 de febrero de 2021.
Se reincorporó al Wigan Athletic para una tercera cesión cedido el 31 de agosto de 2021. Aunque la cesión era originalmente hasta el final de la temporada, Rotherham ejerció la opción de reincorporación en la ventana de transferencia de enero, el 14 de enero de 2021. Regresó a Wigan más tarde ese mes con un contrato permanente.

## Selección nacional
En marzo de 2021, fue uno de los seis jugadores nacidos en Inglaterra en recibir su primera convocatoria para la selección nacional de Jamaica . El 25 de marzo de 2021, hizo su debut en Jamaica cuando entró en el minuto 64 de una derrota por 4-1 ante Estados Unidos .

## Clubes
| Club                         | País       | Año           |
| ---------------------------- | ---------- | ------------- |
| Gornal Athletic              | Inglaterra | 2012-2013     |
| Tipton Town                  | Inglaterra | 2013          |
| Halesowen Town               | Inglaterra | 2013-2015     |
| Hednesford Town              | Inglaterra | 2015          |
| AFC Telford United           | Inglaterra | 2015-2016     |
| Wrexham AFC                  | Gales      | 2016-2017     |
| Forest Green Rovers (cedido) | Inglaterra | 2017          |
| Blackpool                    | Inglaterra | 2017-2020     |
| Rotherham United             | Inglaterra | 2020-2022     |
| Wigan Athletic (cedido)      | Inglaterra | 2020-2022     |
| Wigan Athletic               | Inglaterra | 2022-2023     |
| Salford City                 | Inglaterra | 2023-presente |

## Estadísticas

### Selección nacional
| Selección nacional | Año   | aplicaciones | Metas |
| ------------------ | ----- | ------------ | ----- |
| Jamaica            | 2021  | 2            | 0     |
| Total              | Total | 2            | 0     |

## Vida personal
Tilt nació en Inglaterra y es de ascendencia jamaicana.